# Пивденное (Приазовский район)
Пивденное (укр. Південне) — село,
Нововасилевский поселковый совет,
Приазовский район,
Запорожская область,
Украина.
Код КОАТУУ — 2324555403. Население по переписи 2001 года составляло 87 человек.

## Географическое положение
Село Пивденное находится на расстоянии в 5 км от пгт Приазовское.

## История
- 1920 год — дата основания. Первый дом построил в селе Петр Петрович Жмаев.